# Metenolone acetate
Metenolone acetate, hoặc methenolone acetate, được bán dưới tên thương hiệu Primobolan và Nibe, là một loại thuốc androgen và đồng hóa steroid (AAS) được sử dụng chủ yếu trong điều trị thiếu máu do suy tủy xương. Nó được uống bằng miệng. Mặc dù nó đã được sử dụng rộng rãi trong quá khứ, loại thuốc này hầu hết đã bị ngưng sử dụng và do đó hiện nay hầu như không còn nữa. Một loại thuốc liên quan, metenolone enanthate, được tiêm bằng cách tiêm bắp.
Tác dụng phụ của metenolone acetate bao gồm các triệu chứng nam tính như mụn trứng cá, tăng trưởng tóc, thay đổi giọng nói và tăng ham muốn tình dục. Thuốc là một steroid tổng hợp androgen và đồng hóa và do đó là chất chủ vận của thụ thể androgen (AR), mục tiêu sinh học của androgen như testosterone và dihydrotestosterone (DHT). Nó có tác dụng đồng hóa vừa phải và tác dụng androgen yếu, cũng như không có tác dụng estrogen hoặc nguy cơ tổn thương gan. Metenolone enanthate là một ester metenolone và là tiền chất của metenolone trong cơ thể.
Metenolone acetate được giới thiệu cho sử dụng y tế vào năm 1961. Ngoài công dụng y tế, metenolone acetate được sử dụng để cải thiện vóc dáng và hiệu suất. Thuốc là một chất được kiểm soát ở nhiều quốc gia và vì vậy sử dụng phi y tế nói chung là bất hợp pháp. Nó vẫn được bán trên thị trường cho mục đích y tế chỉ ở một số quốc gia, như Nhật Bản và Moldova.

## Dược lý
Bản mẫu:Parenteral durations of androgens/anabolic steroids

## Hóa học
Metenolone acetate, hoặc metenolone 17β-acetate, là một steroid androstane tổng hợp và là một dẫn xuất của DHT. Đó là este C17β axetat của metenolone, bản thân nó là 1-methyl-δ1-4,5α-dihydrotestosterone (1-methyl-δ1-DHT) hoặc 1-methyl-5α-androst-1-en-17β-ol-3-one.
| Steroid đồng hóa | Kết cấu | Ester   | Ester                | Ester                | Ester         | Quan hệ </br> <abbr title="<nowiki>molecular weight</nowiki>">mol. cân nặng | Quan hệ </br> Nội dung <abbr title="<nowiki>androgen/anabolic steroid</nowiki>">AAS b | Thời lượng c |
| Steroid đồng hóa | Kết cấu | Chức vụ | Moiety               | Kiểu                 | Độ dài a      | Quan hệ </br> <abbr title="<nowiki>molecular weight</nowiki>">mol. cân nặng | Quan hệ </br> Nội dung <abbr title="<nowiki>androgen/anabolic steroid</nowiki>">AAS b | Thời lượng c |
| --- | ------- | ------- | -------------------- | -------------------- | ------------- | --------------------------------------------------------------------------- | ------------------------------------------------------------------------------------- | ------------ |
| Boldenone unecylenate |         | C17β    | Axit undecylenic     | Axit béo chuỗi thẳng | 11            | 1,58                                                                        | 0,63                                                                                  | Dài          |
| Thuốc nhỏ giọt propionate |         | C17β    | Axit propanoic       | Axit béo chuỗi thẳng | 3             | 1,18                                                                        | 0,84                                                                                  | Ngắn         |
| Metenolone acetate |         | C17β    | Axit etanoic         | Axit béo chuỗi thẳng | 2             | 1,14                                                                        | 0,88                                                                                  | Ngắn         |
| Metenolone làm từ thiện |         | C17β    | Axit heptanoic       | Axit béo chuỗi thẳng | 7             | 1,37                                                                        | 0,73                                                                                  | Dài          |
| Nandrolone decanoate |         | C17β    | Axit decanoic        | Axit béo chuỗi thẳng | 10            | 1,56                                                                        | 0,64                                                                                  | Dài          |
| Nandrolone phenylpropionate |         | C17β    | Axit phenylpropanoic | Axit béo thơm        | - (~ 6 trận7) | 1,48                                                                        | 0,67                                                                                  | Dài          |
| Trenbolone axetat |         | C17β    | Axit etanoic         | Axit béo chuỗi thẳng | 2             | 1,16                                                                        | 0,87                                                                                  | Ngắn         |
| Trenbolone từ thiện d |         | C17β    | Axit heptanoic       | Axit béo chuỗi thẳng | 7             | 1,41                                                                        | 0,71                                                                                  | Dài          |
| Chú thích: a = Chiều dài este trong nguyên tử carbon đối với axit béo chuỗi thẳng hoặc chiều dài gần đúng của este trong nguyên tử carbon đối với axit béo thơm. b = Hàm lượng androgen / đồng hóa tương đối tính theo trọng lượng (nghĩa là hiệu lực androgenic / đồng hóa tương đối). c = Thời gian bằng cách tiêm bắp hoặc tiêm dưới da trong dung dịch dầu. d = Không bao giờ bán trên thị trường. Nguồn: Xem bài viết cá nhân. |         |         |                      |                      |               |                                                                             |                                                                                       |              |

## Lịch sử
Metenolone acetate được giới thiệu lần đầu tiên cho mục đích y tế ở Tây Đức vào năm 1961 dưới tên thương hiệu Primobolan và tại Hoa Kỳ vào năm 1962.

## Xã hội và văn hoá

### Tên gốc
Metenolone acetate là tên chung của thuốc và INN, trong khi methenolone acetate là USAN và BANM.

### Tên biệt dược
Metenolone acetate đang hoặc đã được bán trên thị trường dưới một số tên thương hiệu bao gồm Primobolan, Primobolan S, Primonabol và Nibal.

### Tính khả dụng
Metenolone acetate được bán trên thị trường Nhật Bản và Moldova.